# Ден Хертог, Фёдор
Фёдор Иван ден Хертог (нидерл. Fedor Iwan den Hertog; 20 апреля 1946, Утрехт, Нидерланды — 12 февраля 2011, Эрмело, Нидерланды) — нидерландский велогонщик, чемпион Олимпийских игр в Мехико (1968) в командной шоссейной гонке с раздельным стартом на 104 км.

## Спортивная карьера
Имя Федор Иван получил, поскольку его мать была уроженкой Украины. С середины 1960-х до середины 1970-х гг. являлся одним из лучших велогонщиков-любителей, за что его часто называли «Иван Грозный». В 1968 г. он стал олимпийским чемпионом на Играх в Мехико в командной шоссейной гонке с раздельным стартом на 104 км.
Основные спортивные достижения:
- чемпион Нидерландов в индивидуальных гонках преследования на треке (1968 и 1971),
- победитель британской велогонки Milk Race (1969 и 1971),
- победитель Тура Бельгии (1969)
- победитель Тур Рейнланд-Пфальца (1969)
- победитель Тур де л'Авенир (1972)
- победитель Тур ГДР (1972)
- победитель Олимпия Тур (1973)

В 1974 г. ден Хертог становится профессионалом и побеждает на голландском чемпионате в шоссейной велогонке. Он трижды участвовал в Тур де Франс и в 1977 г. выиграл один из её этапов. В том же году он также выиграл один из этапов испанской Вуэльты.
После окончания спортивной карьеры (1981) открыл в Бельгии магазин по продаже велосипедов. В 2009 г. о нём была издана книга, а с 1997 г. в ходе проведения велогонки Parel van de Veluwe наиболее атакующим участникам вручается специальный приз его имени.